# Max/MSP
 (novembre 2010).
Si vous disposez d'ouvrages ou d'articles de référence ou si vous connaissez des sites web de qualité traitant du thème abordé ici, merci de compléter l'article en donnant les références utiles à sa vérifiabilité et en les liant à la section « Notes et références ».
Pour les articles homonymes, voir Max.
Max/MSP est un logiciel musical de programmation graphique permettant de faire de la synthèse sonore, de l'analyse, de l'enregistrement, ainsi que du contrôle d'instrument MIDI. Il a été développé par l'Ircam dans les années 1980, et est l'un des logiciels musicaux parmi les plus utilisés tant par les musiciens professionnels que par les amateurs. [réf. souhaitée]

## Historique
Nommé initialement Patcher, Max a été inventé et développé par Miller Puckette au milieu des années 1980 à l'Ircam. La première version commerciale a été distribuée par Opcode Systems (en) en 1990, et depuis 1999 Cycling '74 (en) (société californienne dont David Zicarelli est le fondateur) en assure l'évolution. Depuis 1996, Miller Puckette, travaillant à l'Université de San Diego, a créé une version libre dénommée Pure Data, alors que l'Ircam a développé une version libre elle aussi, disposant d'une interface graphique développée en Java, jMax, qui aujourd'hui n'est plus développée.
Une grande partie des communautés électroacoustique, acousmatique et électronique numérique a été bouleversée par ce couple de "petits" logiciels. Il est maintenant utilisé dans la recherche musicale, pour des performances, concerts en live et dans une approche mathématique et aléatoire de la composition musicale.
Une importante communauté d'utilisateurs et de développeurs existe autour de Max/MSP, la collaboration consistant essentiellement à s'échanger des « patches », des objets « externes » et proposer des améliorations de ce logiciel.
Max7 est la nouvelle version commercialisée par Cycling '74 (elle inclut Jitter, logiciel permettant de faire du traitement vidéo en temps réel)  :
- une nouvelle interface graphique permettant par exemple de faire des zooms à l'intérieur d'un patch, d'afficher des vues différentes, d'utiliser la transparence...
- une intégration très poussée de la documentation, directement accessible à l'intérieur de Max
- des outils d'aide au débogage
- le support du multiprocessing pour les calculs DSP
- diverses corrections de bogues

Cette dernière version est disponible actuellement via le site de Cycling74 où on peut également y découvrir les nouvelles fonctionnalités de ce logiciel.
Une version spécifique appelée Max For Live a été développée et est la conséquence de la collaboration des équipes de Cycling '74 et d'Ableton.
Elle permet notamment l'édition d'instruments et d'effets au sein même du logiciel Ableton Live, mais aussi la création d'interfaces complexes avec le monde externe.
Plusieurs articles sont disponibles sur les sites des deux éditeurs.

## Fonctionnalités
Max/MSP est le fruit de l’association de deux logiciels : Max et MSP.
- Max est un logiciel qui permet de faire des calculs mathématiques et par extension de pouvoir contrôler en temps réel les instruments MIDI.
- MSP est une bibliothèque de fonctions qui, ajoutée à Max, permet de travailler en temps-réel avec le signal audio (DSP) et de permettre un suivi de partition.

Max/MSP se présente en deux fenêtres blanches :
- La première, Max, est une console permettant de connaître les erreurs contenues dans son patch ; c'est finalement une boîte de dialogue entre le logiciel et l'utilisateur.
- La seconde  est un « patch ». C'est dans celle-ci que l'on va concevoir et réaliser son projet musical.

Une fois son « patch » réalisé, il est possible de l'exporter en stand-alone. Cette option est très utile aux personnes souhaitant partager leur travail sans contraindre celles qui le reçoivent à acheter également Max/MSP. Par ce biais-là, il est même possible de créer des modules vst utilisables dans des séquenceurs externes tels que Cubase, Pro Tools, Digital Performer.

## Modules additionnels à Max/MSP

### RunTime
Ce logiciel est téléchargeable sur Internet, c'est un gratuiciel développé par Cycling'74 permettant de lire des correctifs, mais il sera impossible de les modifier.

### Jitter
Jitter est une bibliothèque supplémentaire de fonctions ajoutée à Max (comme l'est MSP) et permettant de travailler sur des matrices. Son champ d'application est, par conséquent multiple : traitement d'image en temps réel (le plus fréquemment relié à la pratique du Vjing, mais également synthèse audio matricielle (spectrographies FFT), matriçage mathématique ou encore modélisation matricielle 3D en OpenGL.

### Pluggo
Ce sont des effets développés dans Max/MSP. On peut les trouver sous forme vst, RTAS et Audio unit. Pluggo a été abandonné depuis la version 5 de Max, au profit de Max for Live - qui ne permet de faire des plug-ins que pour Ableton Live, mais ceux-ci ont l'avantage d'être plus faciles à créer et surtout mieux intégrés au logiciel hôte.

### Vizzie
Module basé Jitter permettant de faire de la vidéo en temps réel très rapidement.

## Les dérivés de Max/MSP

### Pure Data
Pure Data (plus souvent appelé sous ses initiales P.D.) a été développé par Miller Puckette. Après son départ du projet Max/MSP, il a récupéré le code source qu'il avait lui-même élaboré afin de créer un autre logiciel aux mêmes fonctions, mais celui-ci open source et gratuit.

### jMax
jMax est un logiciel libre musical développé par l'IRCAM très similaire à Max/msp, on parle alors de Max-like. Mais l'IRCAM, faute d'utilisateurs et donc d'une communauté de développeurs, a arrêté le développement de ce dernier.

### Bidule
Bidule est un autre logiciel présentant des fonctionnalités proches de Max/MSP. Il est développé par Plogue.

### Usine
Sensomusic Usine est un environnement logiciel complet de production musicale dédié au live. Il est développé par Olivier Sens. La licence est payante dans sa version professionnelle (Mac OSX et Windows).